# Фугинг
Фугинг (на немски: Fugging) е село в Австрия, разположено в границите на община Тарсдорф в западната част на Горна Австрия. Намира се на 33 км северно от Залцбург и на 4 км източно от река Ин и границата с Германия.
До 1 януари 2021 г. името на селцето е Фукинг (на немски: Fucking), с което селището придобива широка известност в англоезичния свят, където, изписвано на немски Fucking, името му съвпада със сегашното причастие fucking на английския жаргонен глагол to fuck (сношавам се, правя секс). Това става причина за огромен брой туристи, които посещават селото, за да се снимат с крайпътните знаци с неговото име, които често са и крадени за спомен от вандали.

## Демография
През 2020 г. населението на Фугинг е 106 души. През 2005 г. то е имало население от 104 души и 32 къщи.

## История
Предполага се, че Фугинг е основан през VI век от баварския благородник Фоко. По това време регионът на Горна Австрия се намира предимно в границите на Остготското кралство. Първите исторически сведения за съществуването на селото се съдържат в документ от 1070 г., в който името на селото е Vucchingen. Дванадесет години по-късно неговият сеньор се споменава в латиноезичен документ като Adalpertus de Fucingin. През 1303 г. името на селцето се среща като Fukching и като Fugkhing през 1506 г. Формата Fucking датира от XVIII век, когато името се е произнасяло с дълго у. Суфиксът -ing с произход от старонемския език означава група от хора, принадлежащи на обекта, означаван с корена на думата. В случая Фукинг е означавало (място на) хората на Фоко.
Популярността на Фукинг нараства непосредствено след Втората световна война, когато американски и британски войници, разположени край Залцбург, научават за него и започват да го посещават, за да се снимат с табелата с името на селото, често пъти в различни неприлични пози. Тогава местните жители са изключително засрамени, тъй като научават за първи път какво означава името на селото им, четено на английски.
През следващите десетилетия популярността на селцето нараства, нараства и броят на посещаващите го туристи, които се снимат на четирите крайпътни табели с името на селището.
Често табелите с името на Фукинг са крадени за сувенири, а техните кражби се оказват единствените регистрирани престъпления във Фукинг. Постепенно разходите за тяхната подмяна започват да оказват негативен ефект върху общинските такси, плащани от местната общност, тъй като подмяната само на една от тях струва на общината около 300 евро След една серия от кражби, при една от които само за една вечер са откраднати и четирите табели, а за период от няколко години – цели 15, през август 2005 г. всички крайпътни табели с името на Фукинг са подменени с нови табели, които са специално подсилени срещу кражби чрез заваряване към стоманени пилони и закрепване в бетон. Това обаче не решава проблема с туристите, които вечер дори се снимат как правят секс пред табелите с името на Фукинг. Едва през 2009 г. местната общност решава да инсталира наблюдателни камери из Фукинг, надявайки се те да смущават туристите, които имат неприлични намерения.
От известността на селото обаче се възползва един негов предприемчив жител, който започва собствен бизнес чрез създаване на интернет сайт за продажба на тениски, щамповани с двусмисления слоган на английски I like Fucking in Austria (означава както „Обичам Фукинг в Австрия“, така и  „Обичам да чукам в Австрия“).
През 2009 г. Службата на Европейския съюз за интелектуална собственост отказва на германска пивоварна да регистрира названието Fucking Hell (на английски: Шибан ад) като търговска марка на произвеждана от нея светла бира. Производителят обжалва решението и печели делото, изтъквайки, че името на бирата е образувано от името на австрийското село Фукинг и от немската дума за светъл лагер хел (Hell), т.е Фукингски хел.
Съвпадението между името на Фукинг и английското fucking е причина селото да бъде обект на шеги и подигравки в популярните медии и в социалните мрежи в интернет.
На свое заседание от 17 ноември 2020 г. общинският съвет на Тарсдорф решава от 1 януари 2021 г името на Фукинг да бъде променено на Фугинг (Fugging).